# قرسوقلي
قرسوقلي هي بلدة في مقاطعة قوم قورغان في ولاية صرخنداريا في أوزبكستان.